# Cilla
Cilla (in greco antico: Κίλλα?, Kílla) è un personaggio della mitologia greca.

## Genealogia
Figlia di Laomedonte e, quindi, sorella di Priamo, Cilla sposò Timete (a volte citato come Timoete) ed ebbe un figlio di nome Munippo.

## Mitologia
Un indovino predisse che sarebbe nato un bambino con il quale Troia sarebbe stata distrutta e quel giorno nacquero sia Paride (al cognato Priamo) e suo figlio (di Cilla) Munippo. 

Per timore che la profezia si realizzasse, Priamo (re di Troia) ordinò che Munippo e sua madre Cilla fossero uccisi risparmiando invece Paride.
Cilla viene spesso confusa con l'omonima sorella di Ecuba.